# Anoscopus duffieldi
Anoscopus duffieldi är en insektsart som beskrevs av Le Quesne 1964. Anoscopus duffieldi ingår i släktet Anoscopus och familjen dvärgstritar. Inga underarter finns listade i Catalogue of Life.